# Vaskapu I. vízerőmű
A Vaskapu I. vízerőmű (románul: Porțile de Fier I, szerbül: Ђердап I / Đerdap I) a legnagyobb gát a Dunán és az egyik legnagyobb vízerőmű Európában, mely a Románia és Szerbia közötti Vaskapu-szorosban, Szörényvár közelében található.
Az erőmű román oldala évi 5,24 TWh áramot termel, míg a szerb oldalon 5,65 TWh a termelés. Az eltérés a létesítmény két oldala között annak köszönhető, hogy míg Romániában egy újabb, így elméletben hatékonyabb áramfejlesztő-típust használnak, mint a szerb oldalon, az a valóságban megbízhatatlanabb, így az ebből fakadó gyakori karbantartási és javítási igények következtében éves teljesítménye összességében alacsonyabb.

## Története
Az energetikai projekt 1964-ben indult Románia és Jugoszlávia közös vállalkozásaként. 1972-es befejezése idején ez volt az egyik legnagyobb vízerőmű a világon a benne található tizenkét turbinaegység által generált 2,052 GW-os teljesítménnyel, amely egyenlően oszlott meg a két ország között.
Az építkezés során a törökök által lakott Ada Kaleh dunai sziget elárasztásra került.
Az erőművön 1972-ben közúti híd is épült.

### Korszerűsítés
Mivel az eredeti turbinák 30 éves élettartama lejárt, 1998-ban a román oldalon felújítási programot kezdtek. Ennek részeként az első a turbinát 1999-ben állították le. 2007-re a program befejeződött, azóta a román oldalon az erőmű teljes kapacitással működik. A felújítással a hat egység névleges kapacitása 171 MW-ról 194,3 MW-ra nőtt, így a román oldal teljes telepített kapacitást sikerült 1166 MW-ra növelni, valamint a gát teljes villamosenergia-termelő kapacitását 2192 MW-ra emelni. A szerb oldalon a gát és erőmű korszerűsítése 2008 júliusában kezdődött; eddig a 4-es, 5-ös és 6-os egység felújításával. A berendezéseket egy szentpétervári orosz cég vezetésével, tizenegy helyi alvállalkozó részvételével fejlesztik.
A felújítások mellett Szerbia tervezi egy új, kisebb erőmű megépítését is Vaskapu III. (szerbül: Ђердап III / Đerdap III) néven.

## Jellemzők

### Közúti híd
A közúti híd a Duna főágát hidalja át. 934 méteres teljes hosszúságát 30 nyílás adja, melyből a legnagyobb, 34 m-es a romániai végén levő hajózózsilip felett található. Nyílásonként négy feszített vasbeton gerendából áll. 9,1 m széles útpálya, valamint egyik oldalon 1,5 m széles járda vezet rajta.